# كاريداد برافو آدامز
كاريداد برافو آدامز (بالإسبانية: Caridad Bravo Adams)‏ (14 يناير 1908 - 13 أغسطس 1990)، هي كاتبة وروائية وشاعرة وكاتبة سيناريو وممثلة مكسيكية. كانت كاتبة غزيرة الإنتاج وأكثر كاتب تلينوفيلا شهرة في جميع أنحاء العالم.
ولدت في 14 يناير 1908 في مدينة فيلاهيرموسا، بالمكسيك لاثنين من ممثلين كوبيين هي من عائلة طويلة من الفنانين، نشرت كتابها الأول في سن السادسة عشر، بعنوان «Pétalos sueltos». ثم عادت إلى كوبا مع والديها، وعادت بعد ذلك إلى المكسيك، حيث واصلت الكتابة وحصلت على دور في فيلمها الوحيد، «Corazón bandolero 1934» انتقلت لاحقًا إلى كوبا ، حيث كتبت الكثير.
توفيت يوم 13 أغسطس 1990 في مكسيكو سيتي.